# Rudolf Küster
Rudolf „Rudi“ Küster (* 7. April 1955 in Eilenburg; † 6. November 2012 in Kassel) war ein deutscher Gewichtheber und Kraftsportler. In seiner Laufbahn stellte er zahlreiche deutsche Rekorde und errang deutsche Meistertitel im Kraftdreikampf. Zuletzt trat er im Kraftdreikampf in der Hessischen Landesliga für die PSV Phoenix Kassel an.

## Erfolge
- Deutsche Meisterschaft im Kraftdreikampf Klasse +125 kg (1981, 1982, 1983, 1984, 1988, 1989, 1994)
- Deutsche Meisterschaft im Kraftdreikampf Klasse bis 125 kg (1987)
- Vize-Europameister im Kraftdreikampf Superschwergewicht (1984)
- Europameister im Kraftdreikampf (1988)
- Vize-Weltmeister im Kraftdreikampf (1988)
- 3. Platz beim Europe’s Strongest Man

## Rekorde
Kreuzheben
- Klasse bis 125 kg: 365 kg (deutscher Rekord)
- Klasse +125 kg: 400 kg (deutscher Rekord)